# Pirtleville (Arizona)
Pirtleville es un lugar designado por el censo ubicado en el condado de Cochise en el estado estadounidense de Arizona. En el Censo de 2010 tenía una población de 1744 habitantes y una densidad poblacional de 374,09 personas por km².

## Geografía
Pirtleville se encuentra ubicado en las coordenadas 31°21′42″N 109°33′59″O / 31.36167, -109.56639. Según la Oficina del Censo de los Estados Unidos, Pirtleville tiene una superficie total de 4.66 km², de la cual 4.66 km² corresponden a tierra firme y (0%) 0 km² es agua.

## Demografía
Según el censo de 2010, había 1744 personas residiendo en Pirtleville. La densidad de población era de 374,09 hab./km². De los 1744 habitantes, Pirtleville estaba compuesto por el 63.99% blancos, el 0.69% eran afroamericanos, el 0.92% eran amerindios, el 0.23% eran asiáticos, el 0% eran isleños del Pacífico, el 31.94% eran de otras razas y el 2.24% pertenecían a dos o más razas. Del total de la población el 95.3% eran hispanos o latinos de cualquier raza.